# Whitney Little
Whitney Little (ur. 3 kwietnia 1993 w San Antonio) – amerykańska siatkarka, grająca na pozycji środkowej. Od sezonu 2015/2016 występuje w niemieckiej Bundeslidze, w drużynie Dresdner SC.

## Sukcesy klubowe
Puchar Niemiec:
- 2016

Mistrzostwo Niemiec:
- 2016